# 2676 Aarhus
2676 Aarhus је астероид главног астероидног појаса чија средња удаљеност од Сунца износи 2,404 астрономских јединица (АЈ).
Апсолутна магнитуда астероида је 12,8.